# コロラド川 (アルゼンチン)
コロラド川（コロラドがわ、スペイン語: Río Colorado, 英語: Colorado River）は、アルゼンチン南部を流れる川。ネウケン州とメンドーサ州の境界、リオネグロ州とラ・パンパ州の境界を流れる。全長は1,114km、流域面積は350,000km2である。

## 流路
源はチリのティンギリリカ火山（南緯34度 西経48度）とほぼ同緯度のアンデス山脈東斜面にあり、大まかには大西洋に向かって東-南東方向に進む。途中にカーサ・デ・ピエドラ・ダムがあり、流域の乾燥地域に電力を供給する役割、川の水位を調整する役割を持っている。ブエノスアイレス州南部のバイア・ブランカ南約100-120kmに河口があり、南緯39度30分から50分までウニオン湾にデルタが発達している。川の全長は約1,000km（約620mil）であり、そのうち大西洋からピチ・マウイダ付近までの約300km（190mil）は、喫水2m（7ft）までの船舶が航行可能である。デサグアデーロ川（別名サラド川）と呼ばれる支流の源から計測した場合は全長約2,000kmとなる。
コロラド川は一般的に、グランデ川とバランカス川の合流によって形成されたとされているが、バランカス川はグランデ川に比べて小さな流れに過ぎない。支流のバランカス川がグランデ川として知られる本流に合流したと表現する方がより正確であり、合流点より下流をコロラド川と称す。アンデス山脈付近を去った後、コロラド川は不毛で乾燥した領域を流れ、ラ・パンパ州から流れてくるデサグアデーロ川以外の支流をひとつも受けない。かつてデサグアデーロ川はウーレ・ラウケン湖の流出河川だったが、現在はウーレ・ラウケン湖から流出する流れはない。パタゴニアを横断するコロラド川下流の土地は肥沃で森林があるが、今日点在する小規模な人口以上を支えるには小さすぎる。

## ギャラリー

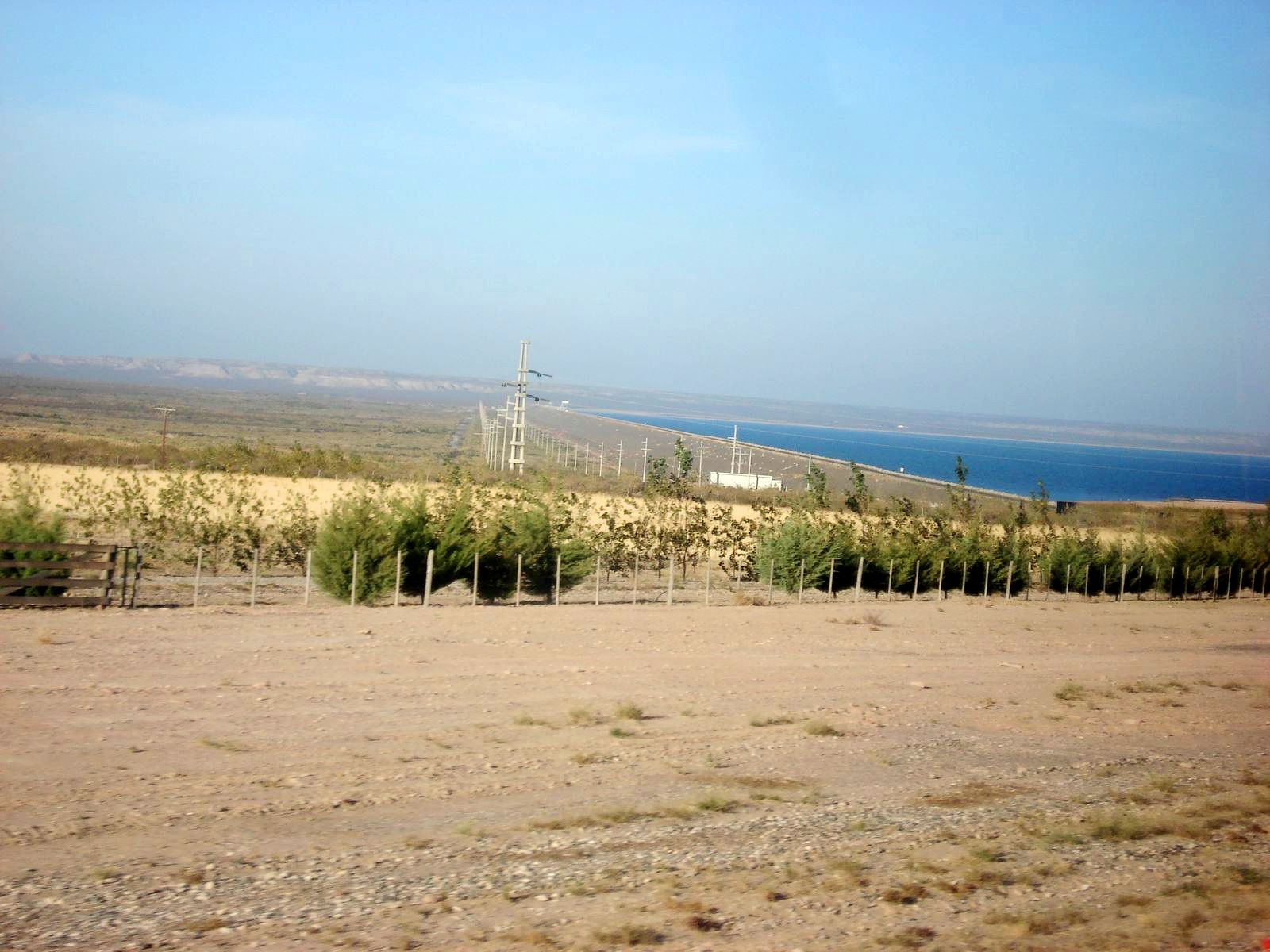
ラ・パンパ州・リオネグロ州境界にあるカーサ・デ・ピエドラ・ダム
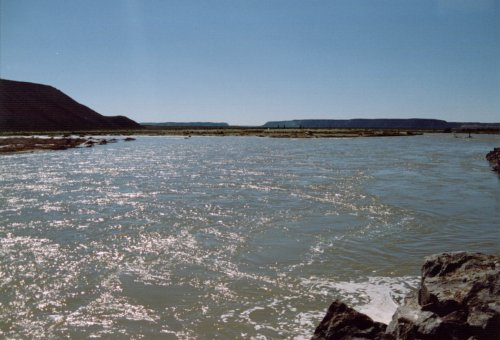
ネウケン州付近
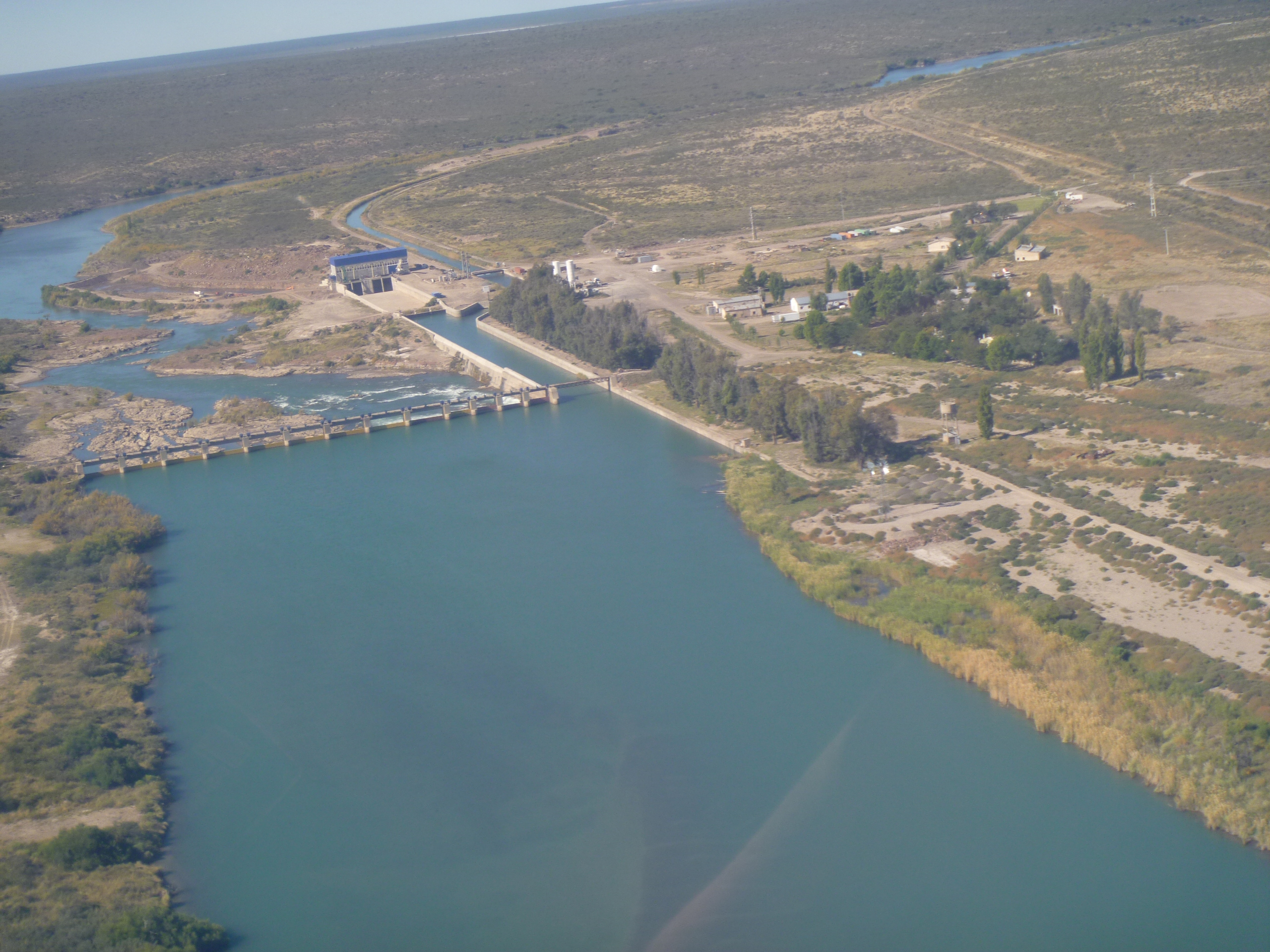
リオネグロ州のサルト・アンデルセン水力発電所